# Найт, Мэтью
Мэттью Найт (род. 1994) — канадский актёр, исполнивший роли в таких фильмах, как фэнтезийная семейная картина Уилсона Конибера «Губи», серия триллеров Такаси Симидзу «Проклятие», сериале :
Моя няня вампир,
```
телевизионная драма Джона Эрмана «Свечи на Бей стрит», а также комедийный сериал Рассела Т. Дэвиса, затрагивающий тему гомосексуальных взаимоотношений, 
«Близкие друзья»
.
```

## Карьера
Первой главной ролью Найта в художественном фильме стала роль Уилл Бертон в фильме "Большой транжира" (2003). После выступлений в различных телевизионных шоу он появился в "Пипе" (2004) и в Триумфе (фильм, 2005) в роли молодого Фрэнсиса Уимета. В 2006 году он снялся в фильме "Волки-оборотни". Позже он появился в "Проклятие 2" (2006) и "Проклятие 3" (2009) в роли Джейка Кимбалла.
Найт появился в "Доброй ведьме" (2008), "Саду доброй ведьмы" (2009), "Подарке доброй ведьмы" (2010), "Семье доброй ведьмы" (2011) и "Очаровании доброй ведьмы" (2012). Он также снялся в телевизионном фильме и сериале "Моя няня - вампир". Он снялся в эпизодах «Инопланетная конфета» и «Проверка» телесериала Р. Л. Стайн: Время призраков.

## Личная жизнь
Найт жил в Маунт-Альберте, провинция Онтарио и учился в средней школе Юнионвилла, где занимался в кружке исполнительского искусства. У него есть старший брат Джек Найт и сестра Татум Найт,  они тоже являются актерами.

## Фильмография

### Фильмы
| Год  | Название                | Роль               | Прочее       |
| ---- | ----------------------- | ------------------ | ------------ |
| 2004 | Peep                    | Harry              | Короткая     |
| 2005 | Триумф                  | юный Фрэнсис Уимет |              |
| 2005 | Cheaper by the Dozen 2  | Movie Theatre Kid  |              |
| 2006 | Проклятие 2             | Джейк Кимбалл      |              |
| 2007 | Christmas in Wonderland | Brian Saunders     |              |
| 2007 | Skinwalkers             | Timothy Talbot     |              |
| 2008 | Finn on the Fly         | Ben Soledad        |              |
| 2009 | Gooby                   | Willy              | главная роль |
| 2009 | Проклятие 3             | Джейк Кимбалл      |              |
| 2013 | Skating to New York     | Jimmy Mundell      |              |

### Телевидение
| Год        | Название                      | Роль                | Примечание                                             |
| ---------- | ----------------------------- | ------------------- | ------------------------------------------------------ |
| 2002       | Близкие друзья                | Peter               | Season 2, Episode 9 : «Accentuate the Positive»        |
| 2003       | 1-800-Missing                 | Peter Melnyk        | Season 1, Episode 12: «Victoria»                       |
| 2003       | Big Spender                   | Will Burton         | Телевизионный фильм                                    |
| 2005-2009  | Peep and the Big Wide World   | Tom the Cat         | Голос                                                  |
| 2005       | Kojak                         | Paulie Wagner       | Season 1, Episodes 5 & 6: «Kind of Blue» and «Hit Man» |
| 2006       | Небесная земля                | Spencer             | Season 1, Episode 19: «The Secret Power»               |
| 2006       | For the Love of a Child       | Jacob Fletcher      | Телевизионный фильм                                    |
| 2006       | Intimate Stranger             | Justin Reese        | Телевизионный фильм                                    |
| 2006       | Candles on Bay Street         | Trooper             | Телевизионный фильм                                    |
| 2007       | All the Good Ones Are Married | Luke Gold           | Телевизионный фильм                                    |
| 2007-2008  | The Dresden Files             | Young Harry Dresden | Episodes: «What About Bob?», «Birds of a Feather»      |
| 2008       | The Good Witch                | Brandon Russell     | Телевизионный фильм                                    |
| 2009       | The Good Witch's Garden       | Brandon Russell     | Телевизионный фильм                                    |
| 2009       | Cartoon Gene                  | Gene                | Lead role                                              |
| 2010       | Горячая точка                 | Isaac               | Season 2, Episode 19: «The Farm»                       |
| 2010       | A Heartland Christmas         | Sam Hawke           | Телевизионный фильм                                    |
| 2010       | The Good Witch's Gift         | Brandon Russell     | Телевизионный фильм                                    |
| 2010       | Моя няня — вампир             | Ethan Morgan        | Телевизионный фильм (пилот)                            |
| 2011-2012  | Моя няня — вампир             | Ethan Morgan        | Main role                                              |
| 2011, 2013 | Р. Л. Стайн: Время призраков  | Greg / Jeremy       | Episodes: «Alien Candy», «Checking Out»                |
| 2011       | The Good Witch's Family       | Brandon Russell     | Телевизионный фильм                                    |
| 2012       | The Good Witch's Charm        | Brandon Russell     | Телевизионный фильм                                    |
| 2013       | Волшебный город               | Big Clyde           | Episode: «The Sins of the Father»                      |
| 2013       | The Good Witch's Destiny      | Brandon Russell     | Телевизионный фильм                                    |
| 2014       | The Good Witch's Wonder       | Brandon Russell     | Телевизионный фильм                                    |

## Награды и номинации
| Год  | Награда                | Категория                                                                                     | Работа                  | Результат |
| ---- | ---------------------- | --------------------------------------------------------------------------------------------- | ----------------------- | --------- |
| 2007 | Молодой актёр (премия) | Best Performance in a TV Movie, Miniseries or Special (Comedy or Drama) — Leading Young Actor | Зал славы Hallmark      | Победа    |
| 2009 | Молодой актёр (премия) | Best Performance in a DVD Film                                                                | Christmas in Wonderland | Номинация |
| 2009 | Молодой актёр (премия) | Best Performance in a TV Movie, Miniseries or Special — Supporting Young Actor                | The Good Witch          | Номинация |
| 2010 | Молодой актёр (премия) | Best Performance in a TV Movie, Miniseries or Special — Supporting Young Actor                | The Good Witch's Gift   | Номинация |
| 2010 | Молодой актёр (премия) | Best Performance in a DVD Film                                                                | Gooby                   | Победа    |
| 2012 | Молодой актёр (премия) | Best Performance in a TV Movie, Miniseries or Special — Supporting Young Actor                | The Good Witch’s Family | Номинация |
| 2012 | Молодой актёр (премия) | Best Performance in a TV series — Leading Young Actor                                         | Моя няня — вампир       | Номинация |

## Примечание
1. ↑  Latchford, Teresa. New show pokes fun at genre. YorkRegion.com. Metroland Media Group Ltd. (15 марта 2011). Архивировано из оригинала 16 октября 2011 года. Note: Matthew Knight was 17 years old when interviewed for the article.
2. ↑  2008 ACTRA Award Nominees. ACTRA Performers Magazine 15. Дата обращения: 13 декабря 2021. Архивировано 4 марта 2016 года.